# Lexington (lớp tàu chiến-tuần dương)
Lớp Lexington là lớp tàu chiến-tuần dương duy nhất được Hải quân Hoa Kỳ đặt hàng. Sáu chiếc trong lớp - được đặt những cái tên liên quan đến Chiến tranh Độc lập Hoa Kỳ - được vạch kế hoạch như một phần của Chương trình Phát triển Hải quân 1916 lớn lao, nhưng việc chế tạo chúng liên tục bị tạm dừng dành ưu tiên cho những tàu hộ tống và chống tàu ngầm. Trong khi bị trì hoãn, thiết kế của lớp được thay đổi nhiều lần; thoạt tiên được thiết kế để mang mười khẩu pháo 355 mm (14 inch)/50 caliber và 18 khẩu pháo 127 mm (5 inch)/51 caliber với tốc độ tối đa 35 knot; phiên bản thiết kế cuối cùng có tám khẩu pháo 406 mm (16 inch)/50 caliber Mark 2 và 16 khẩu pháo 152 mm (6 inch)/53 caliber với tốc độ tối đa 33,25 knot nhằm tăng cường hỏa lực và bảo vệ (việc giảm tốc độ tối đa chủ yếu là do việc bổ sung thêm vỏ giáp).
Trong khi việc chế tạo bốn chiếc trong lớp cuối cùng phải hủy bỏ và tháo dỡ vào năm 1922 để tuân thủ những quy định của Hiệp ước Hải quân Washington, hai chiếc (Lexington và Saratoga) được cải biến thành những tàu sân bay hạm đội đầu tiên của Hoa Kỳ. Cả hai đã được sử dụng rộng rãi trong Chiến tranh Thế giới thứ hai, khi Lexington thực hiện nhiều cuộc không kích trước khi bị đánh chìm trong trận chiến biển Coral, và Saratoga tham chiến tại Thái Bình Dương và Viễn Đông. Cho dù bị ngư lôi đánh trúng trong hai dịp khác nhau, Saratoga đã sống sót đến hết cuộc chiến và chỉ bị đánh chìm như một mục tiêu thử nghiệm bom nguyên tử trong Chiến dịch Crossroads.

### Tái thiết kế

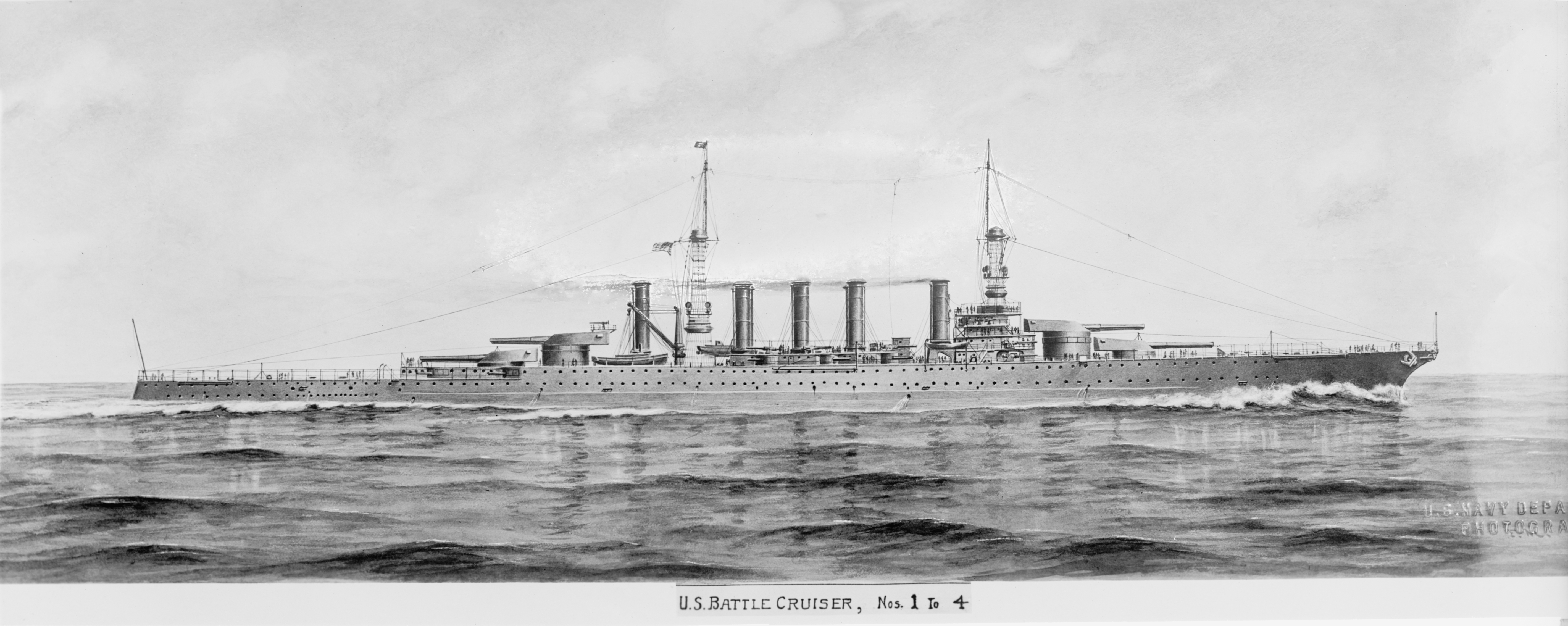
Một bức tranh mô tả thiết kế ban đầu của lớp Lexington với năm ống khói nhỏ

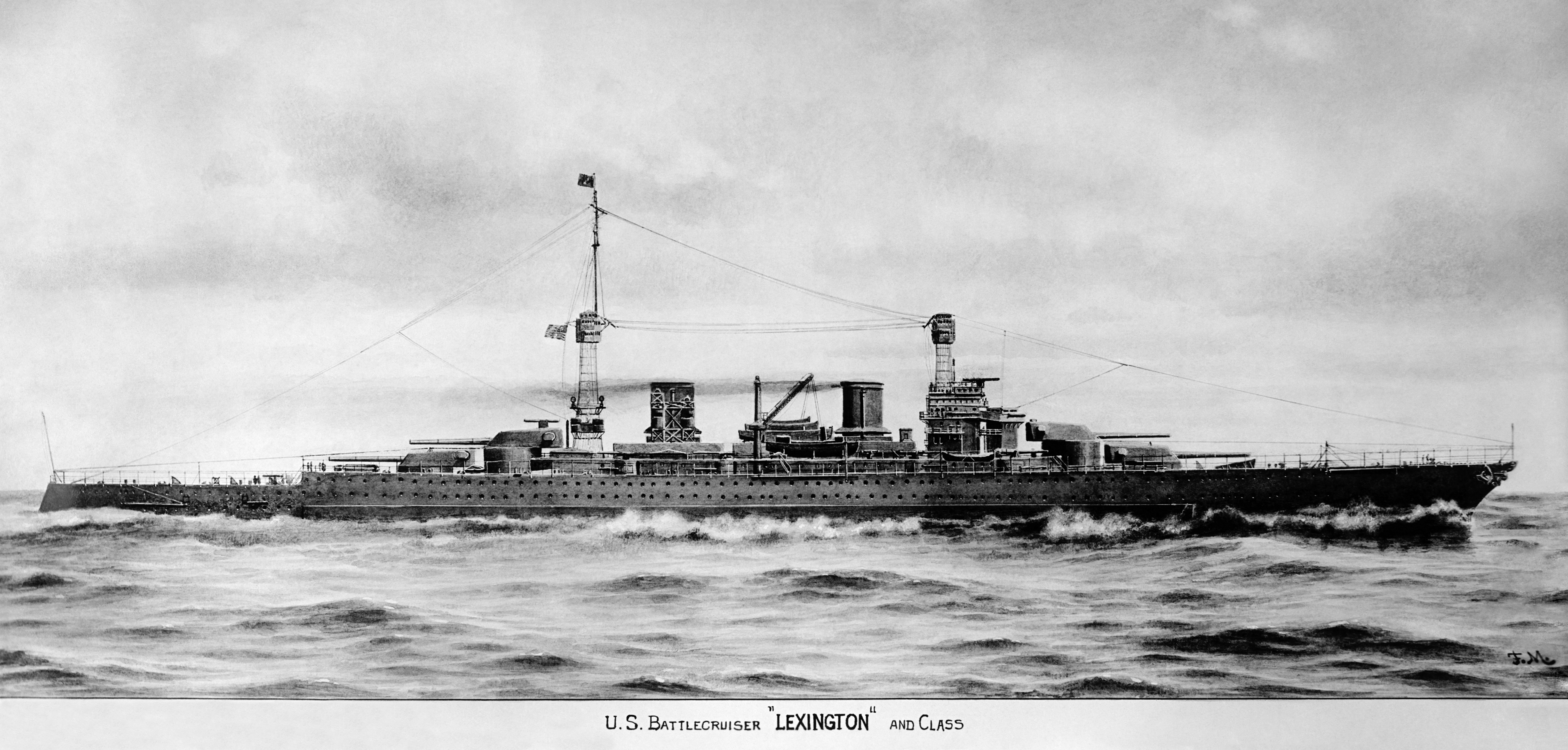
Một bức tranh mô tả thiết kế cuối cùng của lớp Lexington với hai ống khói

### Cải biến thành tàu sân bay

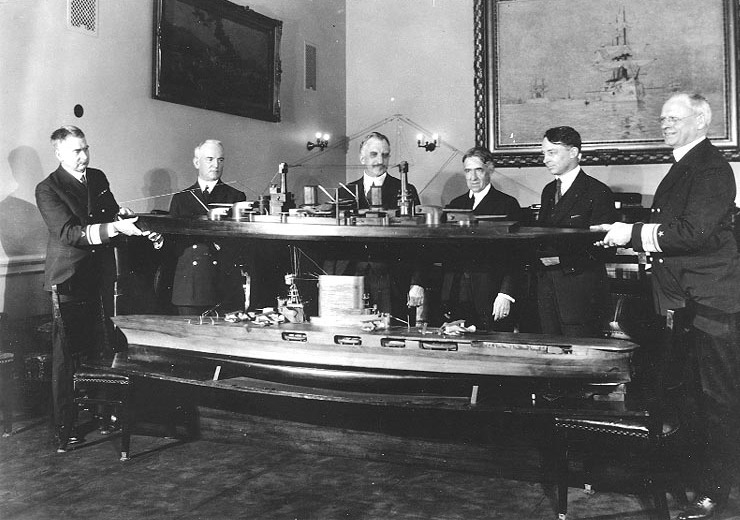
Chuẩn Đô đốc David W. Taylor (trái), Trưởng Văn phòng Chế tạo và Sửa chữa, cùng Chuẩn Đô đốc John K. Robison (phải), Trưởng Văn phòng Kỹ thuật, đang nâng một mô hình tàu chiến-tuần dương bên trên một mô hình đề nghị cải biến thành tàu sân bay. Bộ Hải quân, ngày 8 tháng 3 năm 1922.

## Những chiếc trong lớp

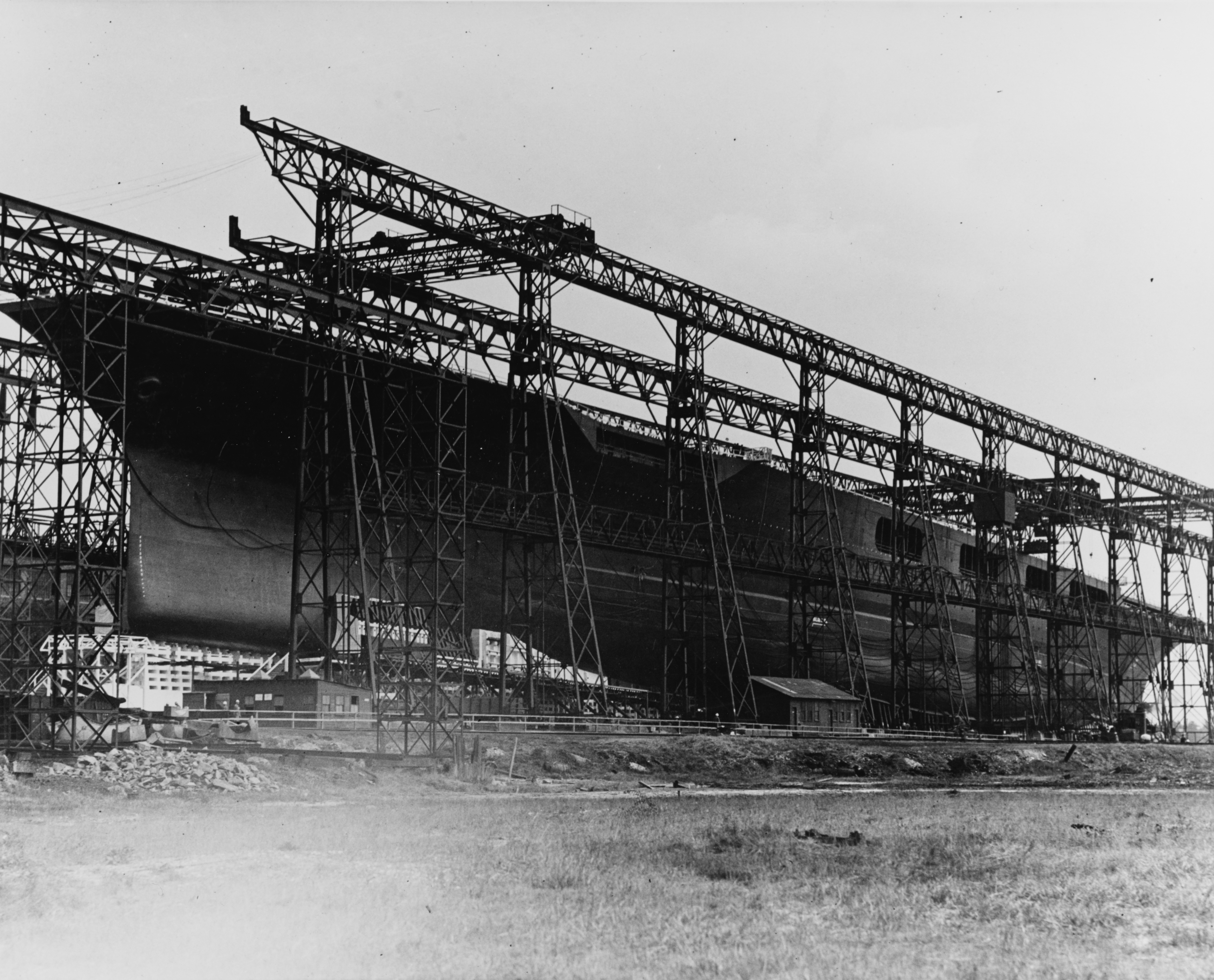
Lexington không lâu trước khi được hạ thủy, khoảng năm 1925.

## Thiết kế